# Agadão
Agadão is een plaats (freguesia) in de Portugese gemeente Águeda en telt 496 inwoners (2001).